# 须弥紫菀
须弥紫菀（学名：[Aster himalaicus] 错误：{{Lang}}：文本有斜体标记（帮助））是菊科紫菀属的植物。分布于缅甸、不丹、锡金、尼泊尔以及中国大陆的云南、西藏等地，生长于海拔3,600米至4,800米的地区，见于高山草甸及针叶林下，目前尚未由人工引种栽培。